# Johann Hartmann
 (août 2021).
 (juin 2021).
La mise en forme du texte ne suit pas les recommandations de Wikipédia : il faut le « wikifier ».
Les points d'amélioration suivants sont les cas les plus fréquents. Le détail des points à revoir est peut-être précisé sur la page de discussion.
- Les titres sont pré-formatés par le logiciel. Ils ne sont ni en capitales, ni en gras.
- Le texte ne doit pas être écrit en capitales (les noms de famille non plus), ni en gras, ni en italique, ni en « petit »…
- Le gras n'est utilisé que pour surligner le titre de l'article dans l'introduction, une seule fois.
- L'italique est rarement utilisé : mots en langue étrangère, titres d'œuvres, noms de bateaux, etc.
- Les citations ne sont pas en italique mais en corps de texte normal. Elles sont entourées par des guillemets français : « et ».
- Les listes à puces sont à éviter, des paragraphes rédigés étant largement préférés. Les tableaux sont à réserver à la présentation de données structurées (résultats, etc.).
- Les appels de note de bas de page (petits chiffres en exposant, introduits par l'outil «  Source ») sont à placer entre la fin de phrase et le point final[comme ça].
- Les liens internes (vers d'autres articles de Wikipédia) sont à choisir avec parcimonie. Créez des liens vers des articles approfondissant le sujet. Les termes génériques sans rapport avec le sujet sont à éviter, ainsi que les répétitions de liens vers un même terme.
- Les liens externes sont à placer uniquement dans une section « Liens externes », à la fin de l'article. Ces liens sont à choisir avec parcimonie suivant les règles définies. Si un lien sert de source à l'article, son insertion dans le texte est à faire par les notes de bas de page.
- La présentation des références doit suivre les conventions bibliographiques. Il est recommandé d'utiliser les modèles {{Ouvrage}}, {{Chapitre}}, {{Article}}, {{Lien web}} et/ou {{Bibliographie}}. Le mode d'édition visuel peut mettre en forme automatiquement les références.
- Insérer une infobox (cadre d'informations à droite) n'est pas obligatoire pour parachever la mise en page.

Pour une aide détaillée, merci de consulter Aide:Wikification.
Si vous pensez que ces points ont été résolus, vous pouvez retirer ce bandeau et améliorer la mise en forme d'un autre article.
Johann Hartmann (connu par la postérité comme Johann Ernst Hartmann, par confusion avec son fils aîné, également compositeur; 24 décembre 1726, Gross Glogau, - 21 octobre 1793, Copenhague) est un compositeur et violoniste danois de l'époque classique. On se souvient en particulier de ses deux opéras sur des textes de Johannes Ewald. Le premier, Balders død (La Mort de Baldur), est inspiré de la mythologie nordique et utilise des couleurs sombres pour représenter les anciens dieux et valkyries. Le second, Fiskerne (Les Pêcheurs), décrit la vie de pêcheurs contemporains, et se base sur des mélodies inspirées du folklore scandinave. Ces deux opéras influenceront le développement d’un style musical national au Danemark.
La plupart des autres œuvres de Johann Hartmann sont détruites peu après sa mort dans l'incendie du château de Christiansborg.
De nombreux musiciens et personnalités culturelles au Danemark descendent de Johann Hartmann.

## Biographie

### De Glogau à Copenhague
Johann Hartmann naît à Gross-Glogau en Silésie la veille de Noël 1726. Il suit les cours de l'école locale de jésuites. En 1754, il débute comme violoniste dans l'orchestre de l'archevêque de Breslau, le comte Philipp Gotthard von Schaffgotsch. À la suite des remous de la guerre de Sept Ans, l'orchestre est dissout et il devient premier violon solo dans l’orchestre du prince Ludwig Gunther II de Rudolstadt, en Thuringe, puis part ensuite pour Plön où il assume la direction de l’orchestre du duc Frédéric-Charles de Schleswig-Holstein-Ploen. À la mort du duc en 1761, son Duché est hérité par le roi du Danemark. La dernière tâche de Hartmann à Plön est d’écrire une cantate funèbre à la mémoire du duc. Hartmann, ainsi que quelques autres musiciens de l'orchestre, sont alors recrutés à l'Orchestre royal du Danemark (Det Kongelige Kapel).
Hartmann devient rapidement un professeur de violon recherché à Copenhague, y compris du futur roi Christian VII, mais aussi de certains des meilleurs virtuoses de la génération suivante, comme Peder Lem (1758-1828) ou Claus Schall (1757-1838). Il est auteur d’une méthode de violon (Violinschule).
Il compose en outre des cantates pour diverses solennités, telles que le tricentaire de l'Université de Copenhague, le décès de l’évêque Ludwig Harboe, ou encore le mariage de la princesse Louise Augusta avec le Frédéric-Christian II d'Augustenborg (1786 - cantate dont il écrit la seconde partie, la première partie ayant été composée par Johann Gottlieb Naumann).
Hartmann consacre sinon l’essentiel de son œuvre de compositeur à la musique instrumentale de chambre ou orchestrale, dans un style proche de Haydn.

### Premier violon solo de la Chapelle royale
En 1768, Johann Hartmann est promu premier violon solo de l'Orchestre royal du Danemark (Chapelle royale), fonction qu'il exercera pendant vingt-cinq ans. La création d'un poste de premier violon solo dans la Chapelle royale s’inscrit dans la transformation de celle-ci d'un corps de musique de chambre en un véritable orchestre. En Hartmann, la Chapelle trouve un chef d'orchestre compétent et expérimenté. Sa virtuosité instrumentale - qu’Ernst Ludwig Gerber loue dans son dictionnaire des musiciens de 1792 - a aussi grandement contribué aux nombreux concerts de chambre organisés à la Cour qui étaient particulièrement populaires dans les années 1770 au début du règne de Christian VII.
Parallèlement, cette fin du XVIIe siècle voit l’émergence d’une pléthore de clubs musicaux qui sollicitent abondamment ses talents. Il est ainsi appelé à contribuer en tant que soliste et chef d'orchestre aux concerts fondés en 1774 à Kjøbmagergade, puis à Gjethuset sur Kongens Nytorv, et deviendra également premier violon solo de la société l’Harmonien, vraisemblablement en 1784.

### Compositions pour le théâtre
Mais c'est désormais vers le théâtre que se porte son attention. Dans cette fin de siècle, le style italien qui avait dominé jusque là le répertoire tant au Théâtre de la Cour (Hofteatret) qu'au Théâtre royal (Det Kongelige Teater)  cède progressivement la place au style français. En 1778, la Compagnie d'opéra italienne est dissoute, et une demande pour de nouvelles œuvres danoises originales voit le jour. De timides tentatives sont faites par plusieurs compositeurs, mais sans succès. Sollicité d’apporter sa propre contribution, Hartmann est initialement réticent car, dit-il, «écrire de la musique vocale n'a jamais été le centre de mes activités». Sur l'insistance du directeur du Théâtre royal, il se lance néanmoins dans la tâche et l'expérience réussira au-delà de toute attente.Ses deux premières tentatives dans le genre sont composées sur des textes du poète national Johannes Ewald. Il s'agit des opéras intitulés La Mort de Baldur et Les Pêcheurs, œuvres qui recevront un accueil triomphal tant pour le poète que pour son compositeur.

#### Balders Død
Le premier opéra, La Mort de Baldur, intitulé Singspiel héroïque, est joué pour la première fois le 30 janvier 1779, et la partition, dans laquelle le compositeur a su trouver en musique «le ton solennel et mélancolique» que le poète lui-même considérait comme une caractéristique principale de ses œuvres aura un succès durable. L'œuvre raconte la mort du Dieu Baldur, dans sa rivalité avec Hother pour le coeur de Nanna, épisode important de la mythologie nordique qui conduira au Crépuscule des Dieux (Ragnarok). Étonnamment, cette œuvre exige en sus de l'orchestre habituel dans la fosse un ensemble supplémentaire de 18 musiciens en coulisse (y compris trois trombones, quatre cors et deux «corni rustici», sans doute une forme de lur), auxquels s'ajoutent non moins de trois chœurs. L'atmosphère «Vieux Nord» est renforcée par l'utilisation des instruments martiaux derrière la scène et con sordino. L'œuvre contient deux audacieux trios de Valkyries (dont le second est accompagné  par un trio de bassons et un trombone) ainsi que - suivant les recherches qu’il menait à l’époque sur la musique islandaise (celle se rapprochant sans doute le plus de la musique héritée de l’époque viking) - un air pour basse de Thor à la fin du second acte dit «In Gusto Nationale d'Islandia».  L'ouverture est dramatique et l'œuvre comporte deux entr'actes instrumentaux majeurs dont le premier culmine sur une «Chevauchée des Valkyries» (avec des «ailes recouvertes de sang»), et le second sur un orage qui préfigure l'action dramatique du troisième acte. Le grand Finale avec ses trois choeurs alternant avec les soli successifs des différents protagonistes est le moment culminant de l’opéra, morceau crépusculaire dont l’atmosphère n'est pas sans rappeler celle du Requiem de Mozart. Dans son ouvrage sur la musique romantique, Alfred Einstein cite cet opéra comme exemple de musique romantique avant la lettre, inspiré 70 ans avant Richard Wagner de la sombre mythologie nordique.

#### Fiskerne
L'année suivante, Johann Hartmann connaît le même succès avec la musique de son opéra Les Pêcheurs (Fiskerne), dont le sujet lui permet d'utiliser des couleurs plus claires et festives. L'œuvre est aux antipodes de l'opéra précédent, La Mort de Baldur. L'ouverture alterne humeurs pastorales et émotions dramatiques. La matière est constamment variée et le premier acte qui décrit les réactions face à un naufrage se déroulant hors scène se termine par un Sextuor où s'opposent les sentiments conflictuels des personnages. Dans le deuxième acte, le sauvetage par les pêcheurs est joué sur scène, culminant dans un chœur final, où voix d'hommes et de femmes alternent, le rythme accélérant progressivement jusqu'à la musique jubilatoire finale lorsque les pêcheurs arrivent à terre sains et saufs. L'acte trois contient la célèbre romance Liden Gunver, qui est entrée depuis dans le répertoire populaire danois, et atteint son point saillant dans un Quatuor entre les deux couples. Enfin, l'opéra se termine par un chœur en forme de Rondo, suivi d'une danse de pêcheurs et de leurs femmes.
On trouve dans Fiskerne  aussi l'hymne royal danois Kong Christian stod ved højen mast qui sera adopté officiellement comme tel deux ans plus tard, en 1780. Toutefois, pour ne pas envenimer les relations tendues à l'époque avec la Suède, il ne sera pas inclus lors de la création de l'œuvre, de sorte que l'attribution traditionnelle du chant à Hartmann est aujourd’hui discutée.

#### Opéras ultérieurs
Dans les deux œuvres précitées, Hartmann a réussi à créer un nouveau style national, proche notamment de Gluck (dont l'Iphigénie en Tauride, de 1779, est contemporain). Avec ces deux œuvres, Hartmann est le premier à puiser dans ce que sont sans doute deux des principales sources d’inspiration de la musique nordique, à savoir la riche mythologie scandinave et la musique populaire de ces pays. À ce titre, il a indubitablement joué un rôle de pionnier.
Pour le théâtre, Hartmann compose encore diverses autres œuvres, jetant ainsi les bases d’une tradition nouvelle à Copenhague. On peut citer La Bergère des Alpes (Hyrdinden paa Alperne) en 1783, L'Aveugle à Palmyre (Den Blinde i Palmyre) en 1784, et Gorm le Vieux (Gorm den Gamle) en 1785 (sur un drame de Birgitte Cathrine Boye), qui raconte l’histoire de Gorm, le mythique roi viking. Ces œuvres auront un succès moindre que les précédentes, sans doute en raison de leurs textes plus faibles.

### Compositions religieuses
Parmi les œuvres vocales de Hartmann, composées dans ses dernières années, on peut faire référence à diverses œuvres religieuses, en particulier les Chants Solennels (Højtidssange), sur texte d'Edvard Storm, grande cantate en deux parties, pour soli, chœur et orchestre, avec quatre interludes orchestraux, créée au Club du Roi (Kongens Klub) en 1787.
On citera aussi la Passion sur un texte du même poète intitulée  Les Angoisses de Jésus au Jardin des Oliviers (Jesu Dødsangst i Urtegaarden), une de ses œuvres ultimes, écrite en 1793, mais dont la partition semble malheureusement perdue.
Hartmann a également écrit, l’année de son décès, une Passion sur la Mort du Rédempteur, sa Résurrection et son Ascension (Forløserens Død, Opstandelse og Himmelfart), sur des paroles de Christian Hertz, œuvre dont le manuscrit est heureusement conservé.

### Dernières années
La fin de la vie de Hartmann a été obscurcie par des soucis domestiques que la perte d'une fille adulte qui était le soutien du foyer a rendue encore plus difficile. Il est décédé le 21 octobre 1793.
Après son décès, sa collection de musique, comportant notamment de nombreuses symphonies et autres œuvres instrumentales, est rachetée par le Roi mais disparait dans l'incendie du château de Christiansborg en 1794. Le compositeur J.A.P. Schulz qui se trouve alors à Copenhague, essaie de sauver personnellement les précieux manuscrits, mais sans succès. Dans cette collection, Hartmann possédait apparemment de nombreux autographes d’autres compositeurs, dont - selon Carl Philipp Emanuel Bach - le manuscrit original de l’Art de la Fugue.

## Personnalité
Hartmann se disait être «un homme se connaissant et qui n'était pas imbu de sa personne». Les partitions de ses œuvres montrent également qu'il n'était pas facilement satisfait de celles-ci, les retravaillant en permanence. La Mort de Baldur par exemple a été presque entièrement réécrite après les premières représentations. Pour certaines parties, plusieurs versions successives existent.
Dans son ouvrage consacré à la «Dynastie Hartmann», Inger Sørensen cite le poète Rahbek qui dans une lettre à un ami décrit Hartmann comme un homme chaleureux, parlant avec passion de l’art de la déclamation: «Tu devrais l’entendre! Voilà sûrement un homme merveilleux pour ton cœur! Il l’est pour le mien; alors pourquoi pas pour le tien?».

## Famille

### Première génération
Dans la famille Hartmann, Johann Hartmann (1726-1793) est «l'ancêtre» dont peut se revendiquer une longue lignée de musiciens et autres personnalités culturelles. Avec sa femme, Margarethe Elisabeth Wilcken (1736-1801), fille d’un joailler à Plön, Johann Hartmann aura trois fils musiciens.

### Seconde génération
Ces trois fils sont: 
- Johan Ernst Hartmann (1770-1844), compositeur ainsi qu'organiste - de 1795 à 1807 - à l'église allemande de Christianshavn, et puis pendant près de quarante ans, de 1807 à 1844, maître de chapelle (Kantor) à la Cathédrale de Roskilde;
- Ludwig August Hartmann (1773-1852), violoniste et professeur de chant (sans descendance); et
- August Wilhelm Hartmann (1775-1850), compositeur, violoniste à la Chapelle royale, ainsi qu’organiste et maître de chapelle (Kantor) à l'église de la Garnison à Copenhague.

### Troisième génération
Le fils de Johann Ernst Hartmann, l’organiste Søren Hartmann (1815-1912), lui succédera comme Kantor à la Cathédrale de Roskilde, fonction qu'il exercera également, comme son père avant lui, pendant près de quarante ans jusqu'en 1883 (sans descendance).
Quant à August Wilhelm Hartmann, il épouse Christiane Petrea Frederica Wittendorf (1778-1848), fille de Peter Andreas Wittendorf (1738-1820), organiste au château de Fredensborg, et petite-fille de Peter Wittendorf (ca 1710-1796), organiste à Kolding. Le couple aura un fils unique, le compositeur Johan Peter Emilius Hartmann (1805-1900), figure centrale de la musique danoise du XIXe siècle.
La femme de celui-ci, Emma Hartmann, née Zinn (1807-1851) est également compositrice.

### Quatrième génération
Johan Peter Emilius et Emma Hartmann auront plusieurs enfants, dont:
- Emil Hartmann (1836-1898), lui-même chef d'orchestre et compositeur renommé;
- Sophie Hartmann (1831-1855), mariée au compositeur Niels W. Gade (1817-1890);
- Clara Hartmann (1839-1925), mariée au compositeur August Winding (1835-1899); et
- Carl Hartmann (1837-1901), sculpteur.

### Cinquième génération
Parmi les enfants d’Emil Hartmann, de son mariage avec Bolette Puggaard (1844-1929), on citera:
- Bodil Neergaard (1867-1959), soprano et philanthrope qui héberge chaque été une vaste colonie d’artistes dans son manoir de Fuglsang, dont de nombreux compositeurs scandinaves, comme Edvard Grieg et Carl Nielsen.
- Agnete Lehmann (1868-1902), actrice au Théâtre royal danois.
- Johannes Palmer Hartmann (1870-1948), fondateur d'une grande horticulture à Gand.
- Oluf Hartmann (1879-1910), peintre, et pour les funérailles duquel Carl Nielsen a écrit son Andante lamentoso pour orchestre à cordes (Devant le Cercueil d'un Jeune Artiste).

Dans cette génération, on citera aussi la pianiste de concert Karen Hartmann, épouse Bentzon (1882-1977, fille du fils cadet de Johan Peter Emilius Hartmann), ainsi que l’artiste peintre Ingeborg Winding, épouse Lassen (1871-1908, fille de August et Clara Winding).

### Sixième génération
Le compositeur Niels Viggo Bentzon (1919-2000), dont les œuvres ont marqué la seconde moitié du XXe siècle au Danemark, était l'arrière-arrière-petit-fils de Johann Hartmann, de même que l'écrivain Godfred Hartmann ou les architectes modernistes Palle Suenson, Mogens Lassen et Flemming Lassen.

### Septième génération
Le fils de Niels Viggo Bentzon, le pianiste Nikolaj Bentzon (né en 1964), ainsi que le compositeur belge Jean-Pierre Waelbroeck (né en 1954) sont les derniers descendants de cette lignée de musiciens.
Dans cette génération, mais dans un autre domaine, on peut aussi citer le réalisateur Lars von Trier (né en 1956), arrière-petit-fils du compositeur Emil Hartmann, et donc également un descendant de Johann Hartmann.

## Œuvres
La liste des œuvres connues de Johann Hartmann (mais qui n'ont pas toutes survécu) est donnée ci-dessous, et consiste essentiellement en des opéras (dont les manuscrits étaient conservés au Théâtre royal et non à Christiansborg et n’ont donc pas brûlé), en diverses œuvres préservées ailleurs ou publiées de son vivant. Les manuscrits sont accessibles pour l'essentiel à la Bibliothèque royale de Copenhague:
- Cantate funèbre à la mémoire du Duc Friedrich Karl de Plön (1761)
- Symphonie no 1 en ré majeur (publiée sous le titre Simfonie Périodique No 7 en 1770)
- Symphonie no 2 en sol majeur (manuscrit)
- Symphonie no 3 en ré majeur (manuscrit)
- Symphonie no 4 en sol majeur (manuscrit)
- Six trios pour deux violons et violoncelle, op. 1 (manuscrit)
- Air favori pour clavecin et violon (édition ancienne)
- La Mort de Baldur (Balders Død, opéra 1779) (édition récente de la partition par J. Mulvad)
- Cantate à l'occasion du 300e anniversaire de l'Université de Copenhague (1779, dont on sait l'existence par un article de journal)
- Les Pêcheurs (Fiskerne, opéra, 1780) (édition récente de la partition par J. Mulvad)
- Concerto pour violon (1780, avec Claus Schall)
- La Bergère des Alpes (Hyrdinden på Alperne, opéra, 1783)
- Musique funèbre à la mémoire de Ludwig Harboe (1783, dont l'existence est connue seulement par un article de journal)
- L'Aveugle à Palmyre (Den Blinde i Palmyre, opéra, 1784)
- Høytidssange (1787, grande cantate en deux parties, pour soli, chœur et orchestre)
- Gorm le Vieux (Gorm den Gamle, opéra, 1785)
- Cantate pour le mariage de la Princesse Louise Augusta avec le Prince de Augustenborg (avec JG Naumann 1786)
- Jesu Dødsangst i Urtegaarden (1793, passion, dont la partition est apparemment perdue)
- Forløserens Død, Opstandelse og Himmelfart (1793, passion sur texte de Christian Hertz)       ·